# Чурилковское сельское поселение
Чурилковское сельское поселение — муниципальное образование (сельское поселение) в составе Рыбновского района Рязанской области России.
Административный центр  — деревня Чурилково.

## История
Чурилковское сельское поселение образовано в 2006 г.

## Население
| 2010  | 2012  | 2013  | 2014  | 2015  | 2016  | 2017  |
| ----- | ----- | ----- | ----- | ----- | ----- | ----- |
| 1630  | ↘1621 | ↘1615 | ↘1611 | ↘1589 | ↗1601 | ↘1576 |
| 2018  | 2019  | 2020  | 2021  |       |       |       |
| ↗1588 | ↗1589 | ↗1597 | ↘1572 |       |       |       |

## Состав сельского поселения
| № | Населённый пункт     | Тип населённого пункта          | Население |
| - | -------------------- | ------------------------------- | --------- |
| 1 | Бражкино             | деревня                         | 150       |
| 2 | Демидово             | деревня                         | 2         |
| 3 | З-да «Ветзоотехника» | посёлок                         | 723       |
| 4 | Старолетово          | село                            | ↘290      |
| 5 | Чемрово              | деревня                         | 82        |
| 6 | Чурилково            | деревня, административный центр | ↘381      |
| 7 | Шушпаново            | деревня                         | 2         |